# Classe San Juan
La classe San Juan  est une série de quatre patrouilleurs construite  par le chantier naval Tenix Shipbuilding en Australie pour la Garde côtière philippine (PCG). Les navires sont spécialisés et sont conçus pour la recherche et sauvetage et d'autres urgences maritimes avec une capacité maximum de 300 personnes secourues.

## Historique
La classe San Juan a été conçu pour être un navire d'urgence maritime spécialement conçu avec les capacités de soutenir la récupération et l'évacuation des survivants en mer, y compris le transfert de pont élévateur, fournir des installations médicales d'urgence, des opérations par hélicoptère, y compris le ravitaillement en pont, le contrôle et le confinement de la pollution maritime, ainsi que des installations de lutte contre les incendies pour les navires adjacents et installations de décompression et de plongée. Chaque lance est capable de fournir un jet d'eau de mer de 100 mètres à un taux de 300 mètres cubes par heure.
Le navire est également équipé de quatre radeaux gonflables SOLAS de 25 places ; six radeaux réversibles ouverts pour 65 personnes ; un bateau d'intervention rapide de 6,5 mètres d'une vitesse supérieure à 25 nœuds et d'une portée de 85 milles marins, lancé à partir de la rampe arrière du navire ; quatre bateaux pneumatiques à coque rigide de 4,5 mètres lancés par une grue ; et une chambre de décompression. Un espace séparé pour les survivants a été inclus dans l'aménagement du navire, qui prévoit la chambre de décompression, l'accueil médical, la salle d'opération et les sièges dans un agencement ouvert.
L'hélipad arrière peut accueillir un hélicoptère pour le groupe aéroporté ou l'évacuation d'urgence, avec un poids maximum de 4.672 kg. Sur l'avant peuvent être montés des canons de plus gros calibre.

## Unités
- BRP San Juan (SARV 001)
- BRP EDSA II (SARV 002)
- BRP Pampanga (SARV 003)
- BRP Batangas (SARV 004)